# Onder het hart
Onder het hart is een Nederlandse film uit 2014 onder regie van Nicole van Kilsdonk. De film ging in première op 17 september op het Filmfestival Oostende. Hoofdrolspeelster Kim van Kooten werd genomineerd voor een Gouden Kalf.

## Verhaal
Tijdens haar werk in een vlindertuin ontmoet de 37-jarige Masha de pas gescheiden huisarts Luuk, die daar op een uitje is met zijn twee minderjarige dochters. De twee hebben een klik en beginnen een relatie. Luuks ex-vrouw Suzanne staat nog steeds op goede voet met hem en moet wennen aan de situatie. Zijn oudste dochter ziet de nieuwe vrouw in haar vaders leven helemaal niet zitten. Wanneer negen weken later blijkt dat Luuk een terminale hersentumor heeft, worden Masha en Luuks familie gedwongen om er met elkaar uit te komen. Masha heeft in principe geen status in het geheel, maar houdt wel van Luuk, terwijl Suzanne en zijn kinderen hem zelf willen verzorgen.

## Rolverdeling
- Kim van Kooten als Masha
- Koen De Graeve als Luuk
- Frank Lammers als Rogier
- Hanna Obbeek als Sofie
- Lies Visschedijk als Suzanne
- Meral Polat als Meryam
- Christine de Boer als bruid
- Jurjen van Loon als bruidegom